# Шевченко, Владимир Павлович (ректор)
Владимир Павлович Шевченко (5 января 1941 — 14 апреля 2024) — советский и украинский механик, доктор физико-математических наук, профессор (1984), академик НАНУ (04.1995), в 1986—2010 годах — ректор Донецкого национального университета; член Президиума НАНУ (с 1996); председатель Совета ректоров вузов Донецкой области (с 1988); председатель Донецкого научного центра НАНУ и Министерства образования и науки Украины (с 1996). Герой Украины (2006).

## Биография
Родился 5 января 1941 года в селе Подгородное, Днепропетровского района Днепропетровской области, украинец.
Окончил Днепропетровский государственный университет, механико-математический факультет (1957—1962) по специальности «Механика».
Защитил докторскую диссертацию «Методы фундаментальных решений в теории тонких пружинных оболочек» (1982, Казанский государственный университет).

### Деятельность
- 1962—1965 — аспирант, 1965—1968 — ассистент, доцент кафедры теоретической механики, Днепропетровский государственный университет.
- сентябрь 1968 — сентябрь 1970 — доцент, с сентября 1970 — заведующий кафедры теоретической и прикладной механики, профессор, май 1971 — февраль 1975 — декан математического факультета, февраль 1975 — июль 1986 — проректор по научной работе, с июля 1986 по 29 июля 2010 — ректор, Донецкий государственный университет (с сентября 2000 — Донецкий национальный университет).
- 1985—1994 и с 2002 — депутат Донецкого областного совета.
- 1992—2002 и с 2006 — член Донецкого горисполкома.

Учёный уделял много времени возрождению национальной интеллигенции, поискам талантливой молодёжи. Он многое делал для развития фундаментальной науки на Донбассе, как глава Донецкого научного центра. При его участии разработан ряд целевых программ сотрудничества с предприятиями региона, а также открыт украиноязычный лицей при Донецком университете и Гуманитарный лицей в Мариуполе. Суть идей Владимира Павловича сводилась к расширению роли регионов, усилению децентрализации власти, а в науке децентрализацию при его непосредственном участии проводили, создавая региональные научные центры.
По состоянию на март 2019 года — советник президиума НАНУ.
Скончался 14 апреля 2024 года на 84-м году жизни.

### Семья
- Отец — Павел Андреевич (1916—1942).
- Мать — Наталья Ефимовна (род. 1917).
  - Жена — Галина Евгеньевна (1944—1995).
    - Дети — дочь Елена (род. 1966) и сын Павел (род. 1971).

## Награды и звания
- Герой Украины (с вручением ордена Державы, 19.08.2006 — за выдающиеся личные заслуги перед Украинским государством в развитии национального образования, подготовку высококвалифицированных специалистов, многолетнюю плодотворную научную и педагогическую деятельность).
- Награждён орденами князя Ярослава Мудрого V (10.1999) и IV (12.2000) степеней, орденом УПЦ Святого князя Владимира (08.2001), орденом Академических пальм (Франция, 2003)[4].
- Знак «Шахтёрская слава» ІІІ (1995), II (2004) и I (2006) степеней[4].
- Лауреат Государственной премии Украины в области науки и техники (2003)[1].
- Заслуженный деятель науки и техники УССР (1991)[1].
- Почётная грамота Кабинета министров Украины (2002)[4].
- Почётная грамота Верховной рады Украины (2005)[4].
- Почётный гражданин города Донецка (04.2000).